# 第七回国民体育大会讃歌
「第七回国民体育大会讃歌」（だいななかいこくみんたいいくたいかいさんか）は、日本で1952年（昭和27年）に開催された第7回国民体育大会（東北三県国体）のテーマソングとして作成された体育歌である。作詞・大友真一郎、作曲・古関裕而。

## 解説
1946年（昭和21年）から開始された国民体育大会は第2回大会で石川県を主会場として以来、各都道府県の持ち回り開催を原則としていたが黎明期は戦後復興の途上で多くの自治体が財政難に苦しんでいたため、第7回大会は宮城県・山形県・福島県の南東北3県、第8回大会は四国4県の合同開催となっている。
第7回大会の開催当時は開会式に都道府県旗を掲揚して都道府県民歌を演奏する慣例はまだ確立されておらず、県旗の代わりに体育協会や県職員団の旗で代用することが多かったが、楽曲に関しても大会ごとに「国体の歌」や「国体讃歌」と題したテーマソングが作成されていた。この「第七回国民体育大会讃歌」もその例に洩れず、東北三県国体のテーマソングとして宮城県・山形県・福島県の3県が合同で選定したものである。
作詞は懸賞公募によるもので、作曲者には福島県出身で戦前からスポーツ音楽の第一人者として名声を確立していた古関裕而が指名された。古関は1948年（昭和23年）から1950年（昭和25年）にかけて山形県の「スポーツ県民歌」「福島県スポーツの歌」の作曲および「宮城県体育歌」（作曲・福井文彦）の編曲を行っている。歌詞においては1960年（昭和35年）のオリンピック招致活動が取り沙汰されていた世相を反映し、3番に「オリンピックの夢を呼ぶ」と国体開催をオリンピック招致に繋げる願望を反映した表現が見られる。
伊藤久男が歌唱したSP盤は2009年（平成17年）に日本コロムビアから発売された『国民的作曲家 古関裕而全集』（COZP-375〜381）のディスク5でトラック10に収録され、その後も『スポーツ日本の歌 〜栄冠は君に輝く〜』（COCP-40793〜40794）など古関作品を取り上げたベスト・アルバムで何度か収録されている。